# Humble Bundle

Logo des dritten Bundles

Humble Bundle, englisch für bescheidenes Bündel, ist eine 2010 begonnene Reihe von Computerspiel-Vermarktungsexperimenten, eine Form der digitalen Distribution. Bei den Humble Bundle werden mehrere, gewöhnlich englischsprachige, Spiele zu einer kleinen Sammlung gebündelt (engl. bundle, also ein Bündelangebot), welches zu einem vom Käufer festgelegten Preis (Pay-What-You-Want) erworben werden kann. Das Konzept wurde seit den Anfängen ausgebaut und angepasst und wurde mehrfach in ähnlicher Weise von anderen Anbietern übernommen.

## Konzept
Kernidee ist, dass die Käufer den Preis für die angebotene Spielesammlung individuell selbst bestimmen. Zur Käufer-Orientierung wird auf der Bestellseite statistisches Feedback über die bisherigen Verkaufszahlen und Einnahmen gegeben, differenziert nach Spieleplattform. Der begrenzte Angebotszeitrahmen, typischerweise eine oder zwei Wochen, wird als Event zelebriert. Hierzu gehören Angebotserweiterungen und eine „Top-Contributor“-Liste, bei der einzelne Käufer oder Käufergemeinschaften um die ersten zehn Plätze kämpfen. Als zusätzlichen Anreiz gibt es außerdem Neuigkeiten über Zielerreichungen (z. B. Verkaufsanzahl, ab der der Quellcode eines Spiels freigegeben wird). Als Open Source freigegeben wurden in der Vergangenheit beispielsweise Lugaru und Revenge of the Titans. Häufig werden als weitere zusätzliche Leistung auch die Spiele-Soundtracks beigelegt.
Ein weiterer Aspekt ist, dass ein vom Käufer festgelegter Anteil der Einnahmen an gemeinnützige Organisationen geht, so an die Wikimedia Foundation, an die mit Computerspielen arbeitende Kinderhilfsorganisation Child’s Play, an das Amerikanische Rote Kreuz, die Organisation Charity: Water und die für Bürgerrechte im Cyberspace kämpfende Electronic Frontier Foundation, unter anderem wegen ihres Einsatzes gegen DRM. Den selbstgewählten Betrag kann der Käufer frei zwischen den Spielentwicklern, den gemeinnützigen Organisationen und dem Organisator Humble Bundle, Inc. (für Bandbreite, Organisation, Promotion etc.) verteilen. Bei einigen Bundles kann der Nutzer eine nahezu beliebige US-amerikanische oder britische Charityorganisation wählen. Beim EA-Origin-Bundle gingen alle Einnahmen an gemeinnützige Organisationen.
Teil des Bundle-Gesamtkonzepts ist es auch, dass die Spiele plattformübergreifend für Windows, Linux, Mac und zum Teil Android sowie frei von DRM-Technik zum Download angeboten werden. Mitunter wurden speziell für das Humble Indie Bundle Spiele aufwändig auf weitere Plattformen portiert, darunter Psychonauts, welches mit dem fünften Bundle erstmals für Linux verfügbar wurde.
Die Bezahlung soll möglichst einfach und barrierefrei sein und kann via PayPal, Amazon Payments, Bitcoin und Google Wallet erfolgen.

## Geschichte
Die Idee zu dieser Form der digitalen Distribution stammt von Jeff Rosen, Mitarbeiter von Wolfire Games. Rosen gab an, die Eingebung kam ursprünglich durch ähnliche Bündel-Verkaufsaktionen des Händlers Steam. Rosen hatte bemerkt, dass solche Verkaufsaktionen durch die Kommunikationsmöglichkeiten des Webs über Virales Marketing effektiv bekannt wurden. Weiterer Einfluss war die „pay-what-you-want“ Aktion von World of Goo beim ersten Jahrestags des Titels, bei dem über 57.000 Kopien des Spiels verkauft wurden, was 117.000 $ nach PayPal-Gebühren generierte. Rosen hatte schon seit geraumer Zeit gute Kontakte in die Independent-Videospielentwickler-Szene und konnte deswegen andere Entwickler von der Idee überzeugen, die ihre Spiele in die Bundles einbrachten.
Die ersten beiden Veröffentlichungen im Jahr 2010 waren dann als Humble Indie Bundle (HIB) bekannt. Der Name leitet sich bei diesen davon ab, dass zunächst ausschließlich Indie-Spiele, von kleinen unabhängigen Entwicklungsstudios, vertreten waren. Die Humble Indie Bundles #1 und #2 waren sehr erfolgreich und erzielten dadurch über zwei Millionen US-Dollar für gemeinnützige Zwecke. Rosens Vermarktungs-Idee inspirierte mehrere ähnliche Projekte anderer Herausgeber, beispielsweise Indie Royale von Desura. Durch Zusammenarbeit mit anderen Onlineplattformen wurden nachträglich beim ersten Humble Indie Bundle für einige Spiele zusätzliche Aktivierungsschlüssel ausgegeben. Ursprünglich in Kooperation mit sowohl Desura und der Valve Corporation wurden diese zusätzlichen Aktivierungen in späteren Bundles nur noch für Valves Onlineplattform Steam angeboten, die eine Form von DRM integriert hat („Steamworks“), was zu Kontroversen führte. Auf Steam lassen sich mehr Spiele auf Deutsch herunterladen, während DRM-freie Spiele insbesondere mit umfangreicher Lokalisation oft nur dann auch auf Deutsch verfügbar sind, wenn dies ihre Originalsprache ist (z. B. die Spiele von Daedalic).

### Einführung von Mindestpreisen
Mit dem achten Bundle am Jahresende 2011 wurde ein Mindestbetrag von 1 US-Dollar eingeführt, ab dem ein Steam-Key vergeben wurde, da die Aktion missbraucht wurde, um mehrfach an Steam-Weihnachtsaktionen teilzunehmen.
Dies wurde ebenfalls kontrovers diskutiert, da die Bundleangebote damit formal kein echtes Pay-What-You-Want mehr sind.
Unabhängig davon gibt es ein Prinzip, das Beat the Average (BTA) heißt. Dies gibt zusätzliche Spiele, wenn man mehr als den Durchschnitt zahlt. Beim Humble Weekly Bundle (einem wöchentlichen Bundle, bei dem die Spiele jede Woche wechseln) gibt es darüber hinaus eine feste BTA-Grenze von meist 6 $. Ab dem Deep-Silver-Bundle gab es zudem eine zweite BTA-Grenze von fest 25 $ für Dead Island: Riptide. Dieses Prinzip wurde inzwischen auch auf andere Bundles ausgedehnt, um teurere Spiele oder in seltenen Fällen Merchandise inkludieren zu können.
Bei Spielen ohne diese zusätzlichen Preisgrenzen gilt die zuvor erwähnte 1-$-Grenze nicht für ihre Soundtracks, selbst wenn es nur Steam-Keys für die Spiele gibt.

### Android-Unterstützung
Mit dem neunten Bundle vom Januar 2012 wurde eine weitere Plattform unterstützt, der Käufer erhielt erstmals auch eine Android-Version (etwa für Smartphones und Tablets) der Spiele.

### Limbo-Linux-Port
Während des fünften Indie-Bundles („HIB V“) Mitte 2012 gab es eine Kontroverse um die Linux-Portierung von Limbo, welche mit Hilfe von einer CodeWeavers-Variante von Wine erfolgt war. Da einige Linux-Verwender eine „native“ Portierung erwartet hatten, wurde eine Online-Petition gegen diese Version gestartet, obwohl der Entwickler von Limbo die Gründe für diese Portierungsart dargelegt hatte. Mitte 2014 wurde jedoch ein nativer Linux-Port des Spiels nachgereicht.

### THQ-Bundle
Mit dem THQ-Bundle vom 30. November bis 12. Dezember 2012 kam es zu weiteren Kontroversen, da es ein deutlich abweichendes Konzept zu den vorherigen (Indie-)Bundles besaß. Es war weder Cross-Plattform, noch DRM-frei, und THQ zudem ein traditioneller Publisher/Hersteller, anstatt eines Indie-Developers. Für THQ war das Bundle jedoch ein Erfolg, nach einem großen Verlust führte die Bundleaktion zu einem kurzzeitigen Anstieg des Aktienwertes um 40 %, von 1,07 auf 1,60 US-Dollar. Bis zum 12. Dezember 2012 wurden fast 800.000 Bundles verkauft und damit ungefähr fünf Millionen USD erzielt; THQ-Präsident Jason Rubin erwarb ebenfalls ein Bundle für 11.050 Dollar. Am 20. Dezember 2012, wenige Tage nach dem Ende der Bundleaktion, meldete jedoch THQ die Insolvenz an.

### The Humble Weekly Sale
Humble Weekly Sale startete am 19. März 2013 nach Beendigung des Humble Bundle with Android 5. Das Konzept sieht vor, jeden Donnerstag eine Woche lang Pakete anzubieten. Zeitgleich können andere Aktionen laufen. Anders als zuvor werden hierbei Spiele auch einzeln angeboten, in der Regel inklusive Bonusmaterial (beispielsweise DLC-Erweiterungen zu den Spielen, Soundtracks, Noten zum Soundtrack, Merchandise-Artikel etc.). Wie zuvor gibt es einen Durchschnittspreis, der überschritten werden muss, um zusätzliche Paketbestandteile zu erhalten. Entgegen der ursprünglichen Planung gab es jedoch auch schon Wochen ohne Weekly Sale und anderem Starttag, während inzwischen wieder alle Bundles 14 Tage lang erworben werden können.
Die ersten Humble Bundle Weekly Sales erhielten laut offen einsehbarer Statistik ein reges Interesse, kamen jedoch nicht an die Erwerbszahlen vorheriger größerer Pakete heran (Stand 2. Paket am 9. April über 127.000 verkaufte Pakete, Durchschnittspreis circa $2,85). Inzwischen gibt es jedoch auch Weekly Sales größerer Publisher. So musste sich das zweiwöchige Humble Mobile Bundle 2 (155.249 Stück zu durchschnittlich 4,64 $) dem innerhalb dieser Zeit für eine Woche stattgefundenen Weekly Sale für Nordic Games (228.267 Stück zu durchschnittlich 5,31 $) geschlagen geben. Der im Anschluss folgende Weekly Sale für Focus Entertainment übertraf die Verkaufszahlen des Mobile Bundle 2 bereits am ersten Tag, erzielte jedoch einen niedrigeren Durchschnittspreis.

### Book Bundles
Nachdem Humble Bundle mehrfach andere Medien neben Videospielen angeboten hatte, wie bspw. Bücher oder Filme, wurde ab dem 15. Mai 2015 ein permanenter Bereich namens Book Bundles eingeführt. Parallel zu den Videospiel-Paketen werden dort Pakete angeboten, die bspw. E-Books, Comics oder Hörbücher enthalten. Alle Buch-Bundles sind ausschließlich auf Englisch verfügbar und teilweise ohne Kopierschutz.

### Humble Store
Im Humble Store werden Spiele zu einem festen, meist handelsüblichen Preis verkauft. Angeboten werden Spiele für Steam, Uplay, Android, Nintendo Switch sowie DRM-freie Spiele, die direkt heruntergeladen werden können. 10 % des Preises können an eine der teilnehmenden Organisationen gespendet oder als Guthaben für zukünftige Store-Käufe gutgeschrieben werden. Humble-Monthly-Abonnenten erhalten zusätzlich 10 % Rabatt auf alle Käufe.

## Ähnliche Internetseiten
IndieGala ist in der Spieleauswahl inzwischen mit den Weekly Sales vergleichbar und bietet auch Spiele bekannter Publisher an, wie beispielsweise Two Worlds 2. Die Aktionen dauern jedoch oft länger und haben ebenfalls Spiele, die während der Laufzeit hinzukommen. Besonderheit sind verschiedene Aktionen für je eine Stunde. So kann beispielsweise der Beat the Average zeitweise auf einen niedrigeren Preis festgesetzt werden (Happy Hour).